# Ira Sachs
Ira Sachs (nascido em 21 de novembro de 1965) é um cineasta americano. Estreou-se com a curta-metragem Lady (1993).

## Biografia
Ira Sachs nasceu em Memphis, Tennessee. Entre os seus filmes incluem-se The Delta (1997), Forty Shades of Blue (2005), Married Life (2007), Keep the Lights On (2012) e Love Is Strange (2014). O seu filme mais recente, Little Men, estreou-se no festival Sundance em 2016.
Sachs é judeu e gay. O cineasta descreveu Keep the Lights On como um filme semi-autobiográfico. Em janeiro de 2012, Sachs casou-se com o artista Boris Torres na cidade de Nova Iorque, poucos dias antes do nascimento dos seus gémeos. Sachs e Torres co-geraram os filhos com a documentarista e cineasta Kirsten Johnson.
Ira Sachs apareceu no documentário alemão Wie ich lernte die Zahlen zu lieben / How I Learned to Love the Numbers (2014) de Oliver Sechting e Max Taubert.

## Filmografia
Como realizador
| Ano  | Título               | Notas |
| ---- | -------------------- | ----- |
| 1997 | The Delta            |       |
| 2005 | Forty Shades of Blue |       |
| 2007 | Married Life         |       |
| 2012 | Keep the Lights On   |       |
| 2014 | Love Is Strange      |       |
| 2016 | Little Men           |       |
| 2019 | Frankie              |       |
| 2023 | Passages             |       |

## Prémios e nomeações
| Ano  | Prémio                                        | Categoria                    | Trabalho nomeado     | Resultado  |
| ---- | --------------------------------------------- | ---------------------------- | -------------------- | ---------- |
| 1997 | Festival de Cinema de Sundance                | Grande Prémio do Júri        | The Delta            | Nomeado    |
| 1997 | Festival Internacional de Cinema de Rotterdam | Talento Emergente Excecional | The Delta            | Nomeado    |
| 1997 | Gotham Awards                                 | Prémio Open Palm             | The Delta            | Nomeado    |
| 2005 | Festival de Cinema de Sundance                | Grande Prémio do Júri        | Fifty Shades of Blue | Vencedor   |
| 2005 | Festival de Cinema de Deauville               | Grande Prémio Especial       | Fifty Shades of Blue | Nomeado    |
| 2012 | Festival de Cinema de Sundance                | Grande Prémio do Júri        | Keep the Lights On   | Nomeado    |
| 2012 | Festival Internacional de Cinema de Berlim    | Melhor Longa-Metragem        | Keep the Lights On   | Vencedor   |
| 2012 | Festival Internacional de Cinema de Chicago   | Melhor Filme                 | Keep the Lights On   | Nomeado    |
| 2012 | Cahiers du cinéma                             | Melhor Filme                 | Keep the Lights On   | 10º class. |
| 2013 | Independent Spirit Awards                     | Melhor Filme                 | Keep the Lights On   | Nomeado    |
| 2013 | Independent Spirit Awards                     | Melhor Realizador            | Keep the Lights On   | Nomeado    |
| 2013 | Independent Spirit Awards                     | Melhor Guião                 | Keep the Lights On   | Nomeado    |
| 2014 | Cahiers du cinéma                             | Melhor Filme                 | Love Is Strange      | 8º class.  |
| 2014 | Festival de Cinema de Deauville               | Grande Prémio Especial       | Love Is Strange      | Nomeado    |
| 2014 | Independent Spirit Awards                     | Melhor Filme                 | Love Is Strange      | Nomeado    |
| 2014 | Independent Spirit Awards                     | Melhor Guião                 | Love Is Strange      | Nomeado    |
| 2014 | Gotham Awards                                 | Melhor Filme                 | Love Is Strange      | Nomeado    |
| 2014 | Gotham Awards                                 | Prémio do Público            | Love Is Strange      | Nomeado    |
| 2014 | Prêmio satélite                               | Melhor Guião Original        | Love Is Strange      | Nomeado    |
| 2016 | Festival Internacional de Cinema de Berlim    | Melhor Longa-Metragem        | Little Men           | Nomeado    |
| 2016 | Festival Internacional de Cinema de Berlim    | Prémio Teddy                 | Little Men           | Nomeado    |
| 2016 | Festival de Cinema de Deauville               | Grande Prémio Especial       | Little Men           | Vencedor   |
| 2016 | Festival Internacional de Cinema de Edimburgo | Prémio do Público            | Little Men           | Nomeado    |
| 2017 | Independent Spirit Awards                     | Melhor Guião                 | Little Men           | Nomeado    |
| 2019 | Festival de Cinema de Cannes                  | Palme d'Or                   | Frankie              | Nomeado    |